# Whataboutism

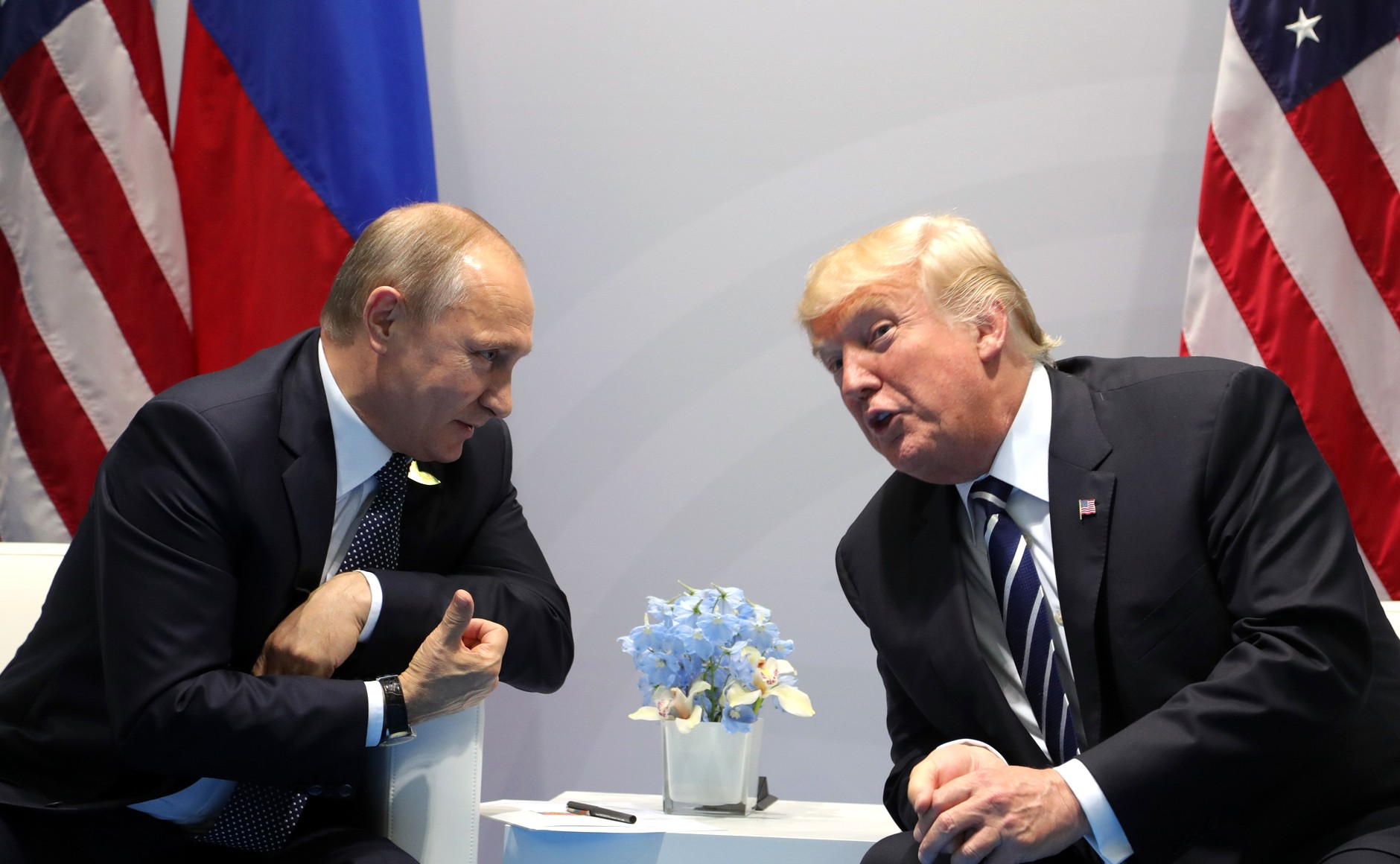
Zowel Vladimir Poetin als Donald Trump zijn veelvuldig beschuldigd van whataboutism

Whataboutism, soms vernederlandst tot whataboutisme, ook bekend als whataboutery, is een drogreden waarmee iemand de beschuldiging van een misstand niet weerlegt, maar zijn of haar opponent er met een retorische vraag What about ...? (Hoe zit het met ...?) van beticht geen aandacht te besteden aan of schuldig te zijn aan een andere ernstige misstand.
Het gaat om retorische technieken van het type tu quoque (Latijn: jij ook), een 'jij-bak' waarmee op kritiek wordt gereageerd zonder er inhoudelijk op te antwoorden, vooral bedoeld om die kritiek te relativeren.
In het verleden werd dit in de Engelstalige wereld verbonden aan de communicatie van de Sovjet-Unie en aan de Noord-Ierse Kwestie. In Noord-Ierland verwezen de twee strijdende partijen op die manier naar de gewelddaden van de andere kant tijdens The Troubles.
Russen beantwoordden westerse kritiek op schendingen van mensenrechten in de Sovjet-Unie met verwijzingen naar schendingen van mensenrechten in de Verenigde Staten. Met name de Amerikaanse discriminerende rassensegregatie, waartegen de Afro-Amerikaanse burgerrechtenbeweging streed, werd hierbij sinds de jaren 1930 aangehaald met de woorden And you are lynching Negroes. De tactiek kwam opnieuw onder de aandacht sinds de annexatie van de Krim in 2014 en de oorlog in Oost-Oekraïne door Rusland, dat kritiek op deze handelingen pareerde met verwijzingen naar de houding van het Westen tijdens de onafhankelijkheidsverklaring van Kosovo in 2008 en het Schots onafhankelijkheidsreferendum 2014. Journalist Julia Ioffe noemde het een sacred Russian tactic en vergeleek het met de uitdrukking de pot verwijt de ketel dat hij zwart ziet. Ook Vladimir Poetin volgt dit patroon.
De tactiek wordt veel gebruikt door president Donald Trump. Trump pareerde kritiek veelal met (ongegronde) aanvallen op onder meer Hillary Clinton, Barack Obama en Obamacare, zonder de kritiek zelf te ontkennen.